# Erythroxylum sechellarum
Erythroxylum sechellarum là một loài thực vật thuộc họ Erythroxylaceae. Đây là loài đặc hữu của Seychelles.